# AM General

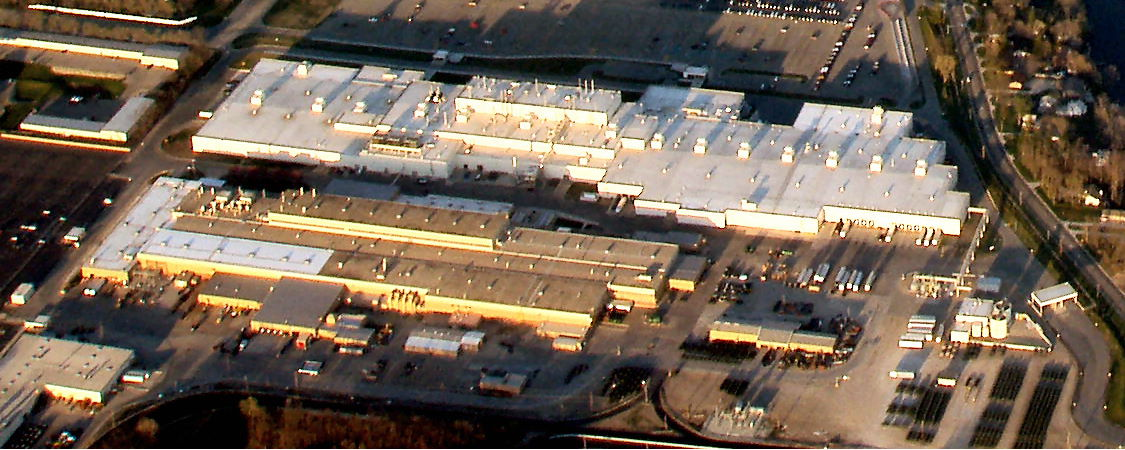
fabryka AM General

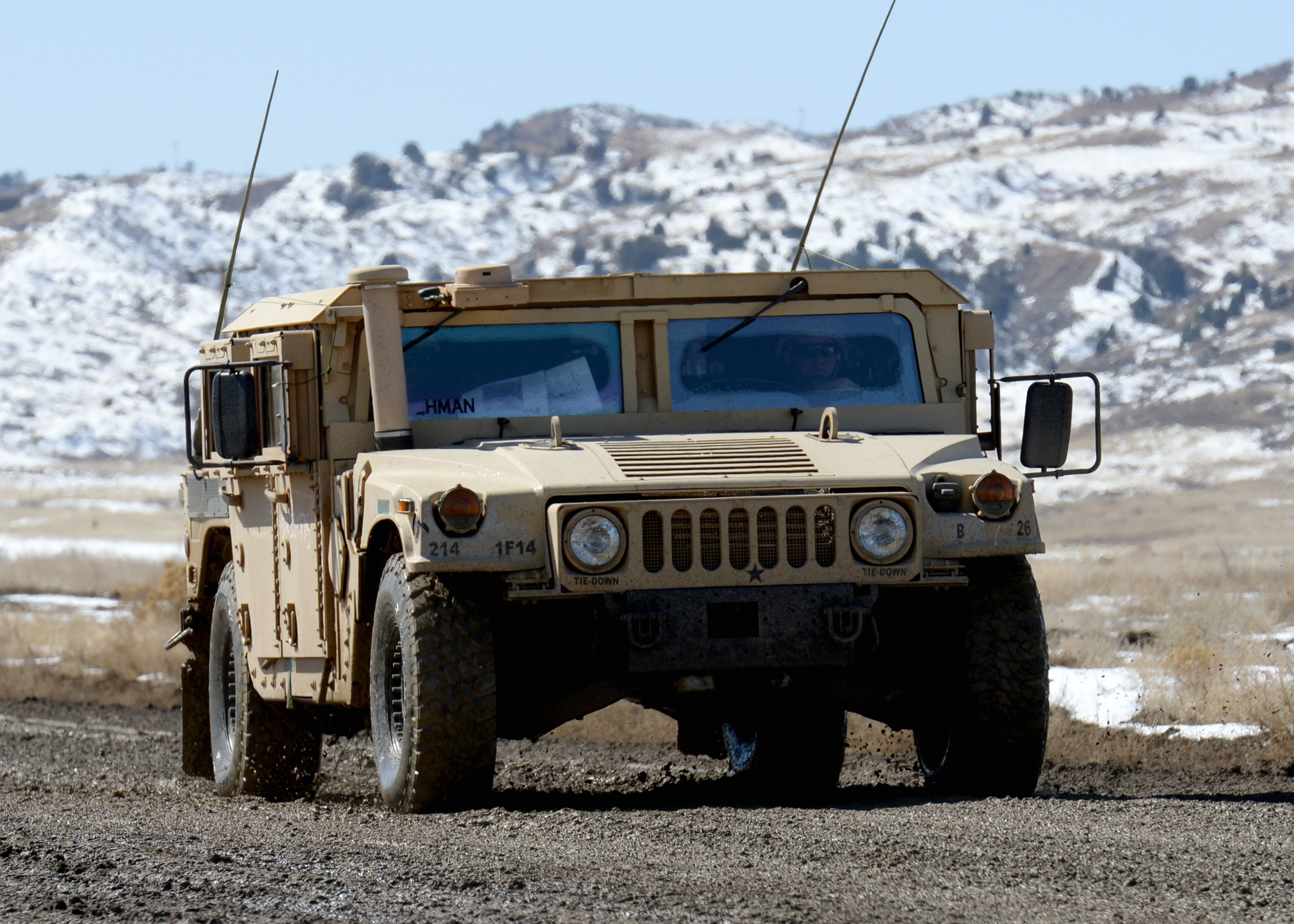
HMMWV

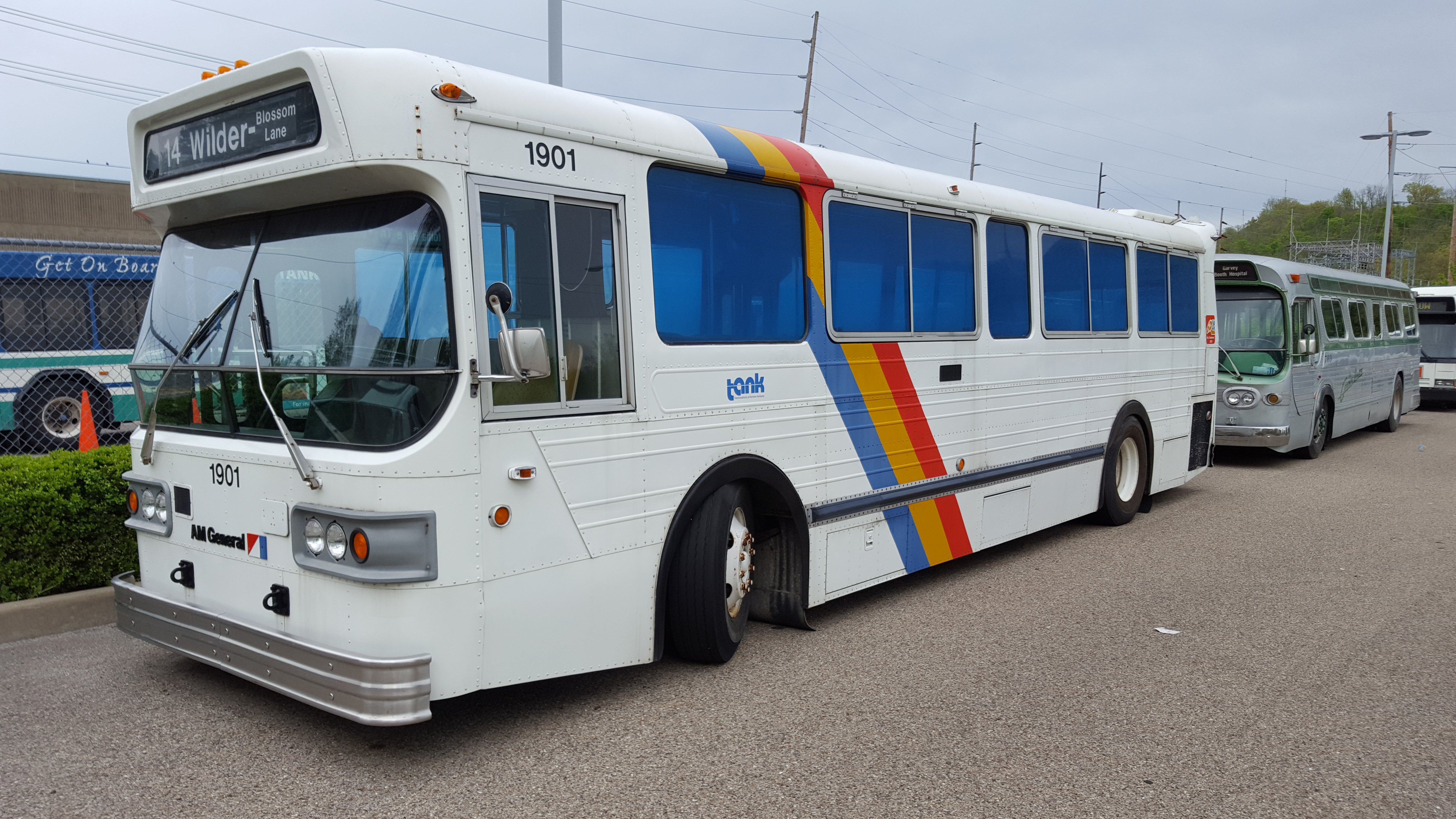
AM General Metropolitan

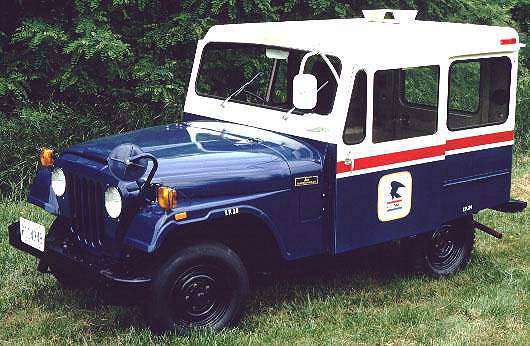
Jeep DJ

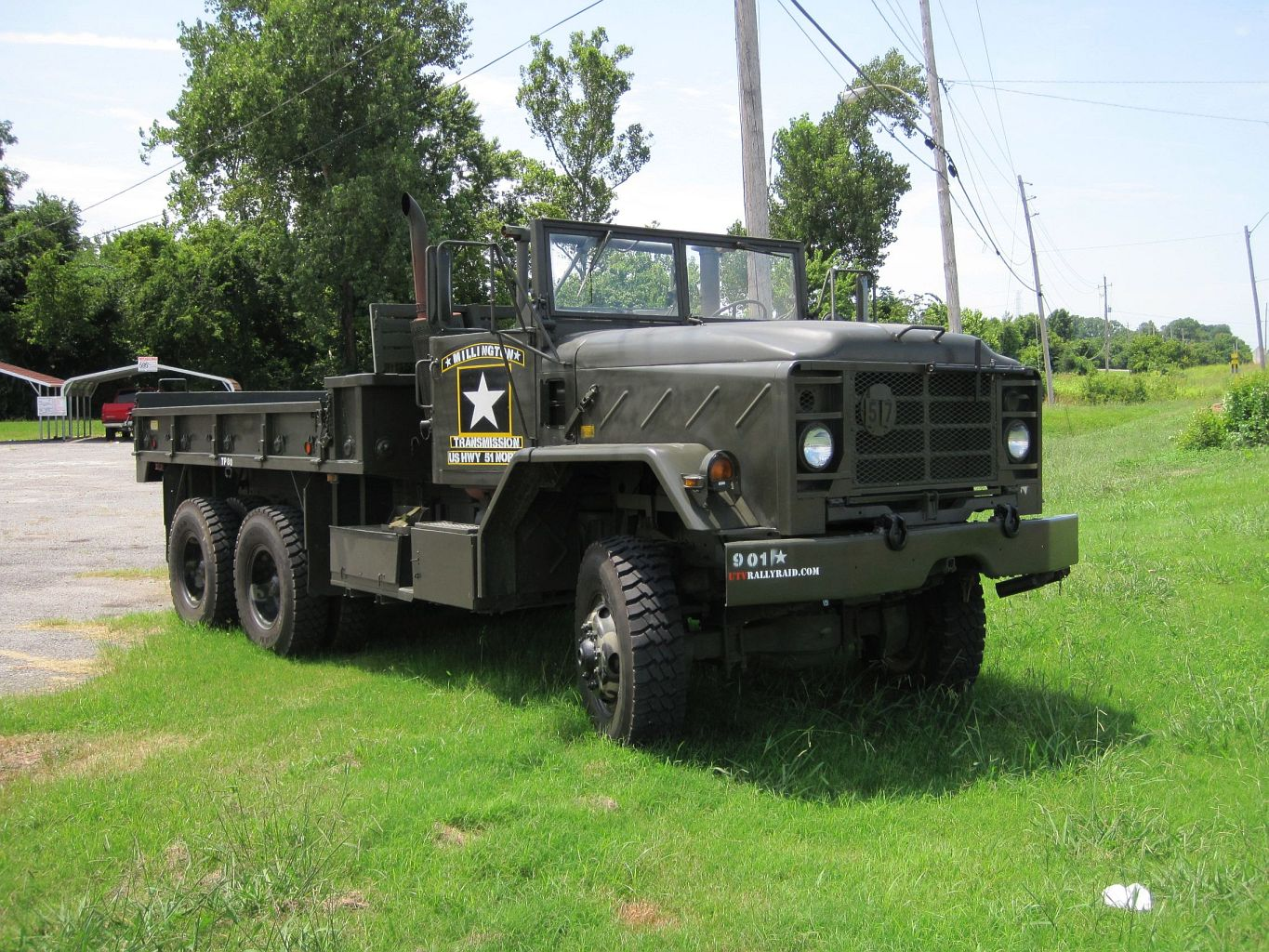
M939

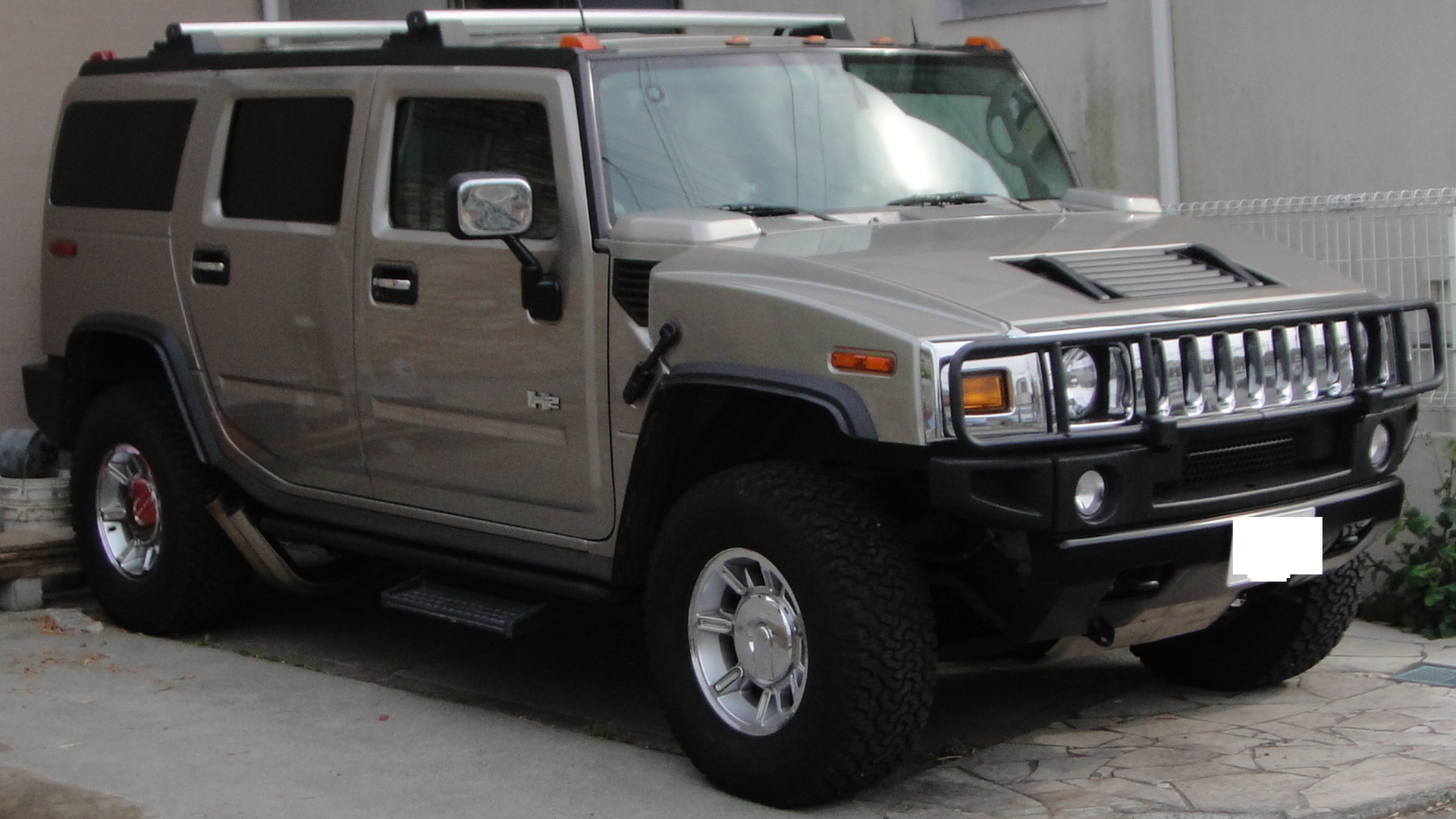
Hummer H2

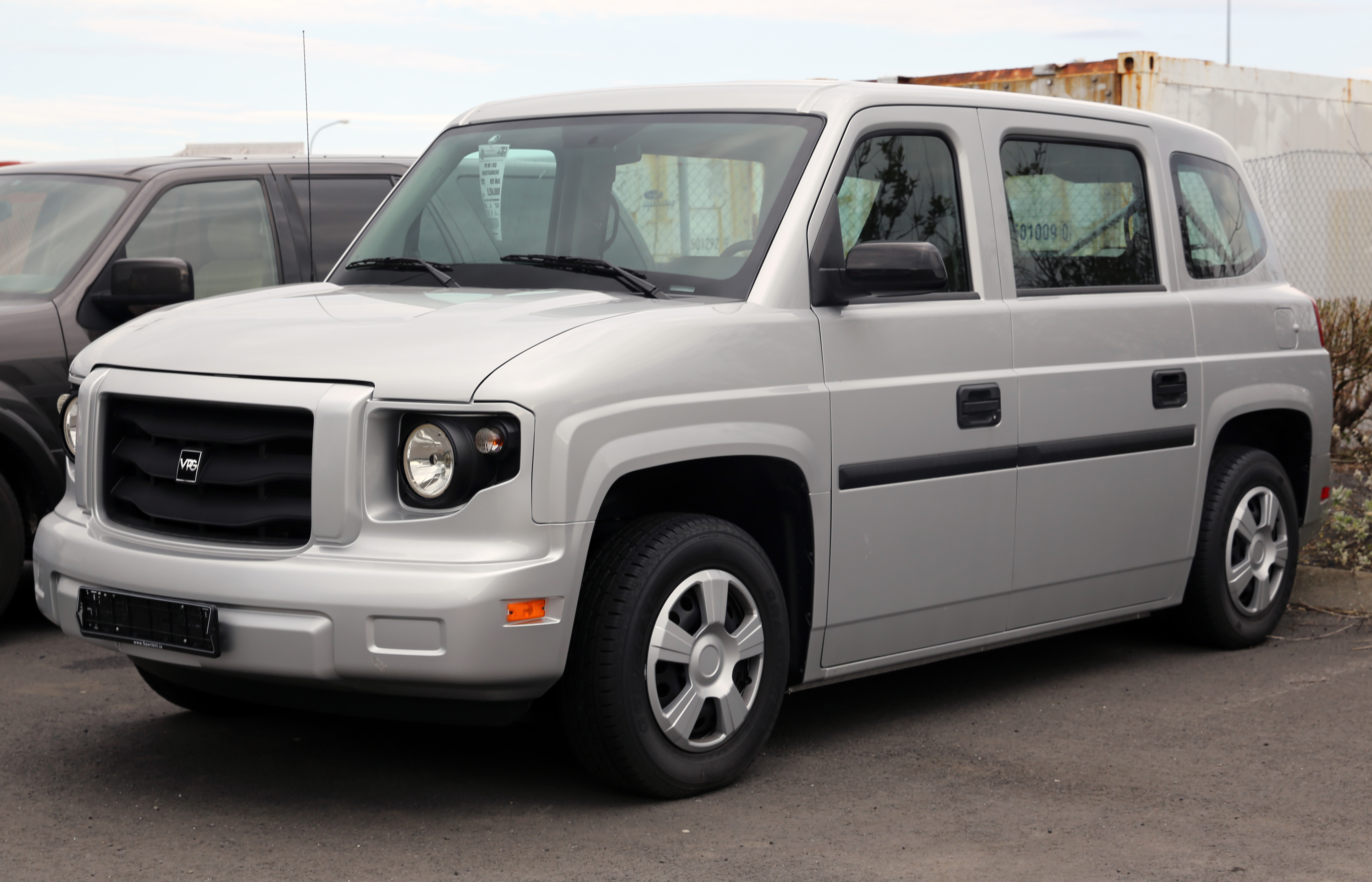
MV-1

AM General LLC – amerykański producent pojazdów wojskowych i sprzętu wojskowego, a także samochodów osobowych z siedzibą w South Bend działający od 1971 roku. Należy do amerykańskiego funduszu inwestycyjnego KPS Capital Partners.

## Historia

### Początki
Początki dziejów AM General sięgają początku lat 70. XX wieku, gdy w lutym 1970 roku przedsiębiorstwo Kaiser-Jeep zostało przejęte przez koncern American Motors, w tym samym roku zmieniając nazwę na Jeep. W marcu 1971 roku właściciel firmy podjął decyzję o rozdzieleniu struktury Jeepa, który wówczas produkował nie tylko samochody terenowe, ale i pojazdy użytkowe. Ten skoncentrował się odtąd wyłącznie na samochodach 4x4, a produkcję konstrukcji użytkowych i specjalistycznych powierzono nowej firmie o nazwie AM General Corporation.
Podczas pierwszej dekady istnienia AM General skoncentrowane było na produkcji linii autobusów miejskich Metropolitan, czym zamowało się w latach 1974–1978. Dodatkowo, między 1978 a 1979 rokiem ze współpracy z niemiecką firmą MAN zbudowano ok. 400 egzemplarzy autobusów miejskich MAN SG 220. W tym samym okresie AM General zajmowao się też produkcją użytkowego Jeepa DJ, zachowując markę macierzystego Jeepa. Na przełomie lat 70. i 80. XX wieku AM General skoncentrowało się na rozwoju terenowego samochodu wielozadaniowego na potrzeby użytku wojskowego, w 1981 roku prezentując prototyp HMMWV Prototype.

### Zmiany właścicieli
AM General pozostało w strukturze przez stosunkowo niedługi okres – nieco ponad dekadę po powstaniu, w 1983 roku American Motors zdecydowało się sprzedać firmę koncernowi wytwórczemu LTV Corporation. Zbiegło to się z ukończeniem prac nad pojazdem dla wojska, który podobnie jak prototyp z 1981 roku otrzymał nazwę HMMWV. Nowy właściciel AM General zdecydował się skoncentrować odtąd na realizowaniu zleceń dla wojska, co przypieczętował kontrakt na wyprodukowanie 55 tysięcy HMMWV dla armii amerykańskiej.
W 1992 roku AM General ponownie zmieniło właściciela, ze struktury LTV Corporation trafiając do portfolio amerykańskiej spółki holdingowej Renco Group. W tym samym roku z powodzeniem zrealizowano wdrożenie do produkcji cywilnej wariacji na temat produkowanego dla wojska Humvee, który otrzymał nazwę Hummer H2 i odtąd jego produkcją zajęło się AM General na zlecenie firmy Hummer. Poczynając od 1999 roku, Hummery H1 wytwarzane były we współpracy z amerykańskim koncernem General Motors, do którego należał przez koleją dekadę Hummer.

### XXI wiek
Po rozbudowie portfolio Hummera, AM General powierzono produkcję także kolejnego modelu H2. Jeszcze na dwa lata przed likwidacją filli Hummer przez General Motors, AM General podpisało kontrakt na produkcję nowych cywilnych samochodów w postaci taksówek MV-1 konstrukcji amerykańskiej firmy VPG, wytwarzając ją między 2011 a 2013 rokiem na jej zlecenie, a potem między 2014 i 2016 samodzielnie. W 2015 roku z kolei przez kolejne 2 lata wytwarzano crossovera Mercedes-Benz klasy R w porozumieniu z niemiecką firmą na potrzeby rynku chińskiego.
W 2018 roku AM General nawiązało współpracę z francuskim koncernem militarnym ACMAT w celu produkcji jego samochodu bojowego Bastion, z kolei rok później przedstawiono pierwszy od lat prototyp będący wynikiem współpracy z ówczesnym koncernem Fiat Chrysler Automobiles – było to studium wojskowej odmiany pickupa Jeep Gladiator.

## Modele samochodów

### Pojazdy wojskowe
- HMMWV
- M35
- M809
- M939

### Historyczne
- AM General Metropolitan (1974–1978)
- MV-1 (2014–2016)

### Zlecona produkcja
- MAN SG 220 (1977–1978)
- Jeep DJ (1971–1984)
- Hummer H1 (1992–2006)
- Hummer H2 (2002–2009)
- VPG MV-1 (2011–2013)
- Mercedes-Benz klasy R (2015–2017)
- ACMAT Bastion (od 2018)

### Studyjne
- HMMWV Prototype (1981)
- Jeep Gladiator XMT (2019)